# Stoney Creek Bridge
Die Stoney Creek Bridge ist eine eingleisige Eisenbahnbrücke über den Canyon des Stoney Creek in den Selkirk Mountains in British Columbia, Kanada. Die östlich des Rogers Passes gelegene Brücke führt die von der Canadian Pacific Railway (CPR) betriebene transkontinentale Eisenbahnstrecke Montreal-Vancouver.
Die erste Stoney Creek Bridge wurde 1885 als hölzerne Trestle-Brücke errichtet. Im Jahre 1893 ersetzte man sie durch eine Fachwerk-Bogenbrücke aus Stahl, die 1929 durch zusätzliche Bögen an den Außenseiten verstärkt wurde. Die relativ große Steigung östlich des Passes wurde in den 1980er Jahren durch den Bau einer parallel über den Mount-Macdonald-Tunnel verlaufenden Strecke verringert. Die alte steilere Strecke über die Brücke wird seitdem meist nur noch von leeren Güterzügen benutzt, die aufgrund des hauptsächlich westwärts gerichteten Warenstroms in Richtung Osten überwiegen.

## Geschichte

### Erste Holzbrücke 1885
Als Gegenleistung für den Beitritt von British Columbia zur Kanadischen Konföderation im Jahr 1871 hatte der damalige kanadische Premierminister John Macdonald versprochen, innerhalb von zehn Jahren eine transkontinentale Eisenbahnverbindung von Québec im Osten zur Pazifikküste im Westen zu bauen. Ab 1875 wurden zwar die ersten Teilstrecken verlegt, aber aufgrund der immensen Kosten kam der Bau nur langsam voran. Im Jahre 1881 wurde schließlich die Canadian Pacific Railway (CPR) gegründet und mit dem Weiterbau beauftragt. Im November 1885 wurde die Verbindung fertiggestellt.
Die CPR hatte sich für eine südliche Strecke durch die kanadischen Rocky Mountains über den Kicking Horse Pass entschieden, was in British Columbia eine Streckenführung durch die Selkirk Mountains erforderlich machte. Ab 1881 ließ sie durch den amerikanischen Vermesser Albert Bowman Rogers einen Passübergang in dem weitgehend unerforschten Teil der Columbia Mountains erkunden. Auf dem Weg über den nach ihm benannten Rogers Pass (im heutigen Glacier-Nationalpark) mussten mehrere tiefe Canyons überwunden werden, wozu die CPR aus Kosten- und Zeitgründen 1885 mehrere große Holz-Trestle-Brücken unter anderem über den Mountain, Surprise, Stoney und Cascade Creek errichtete.

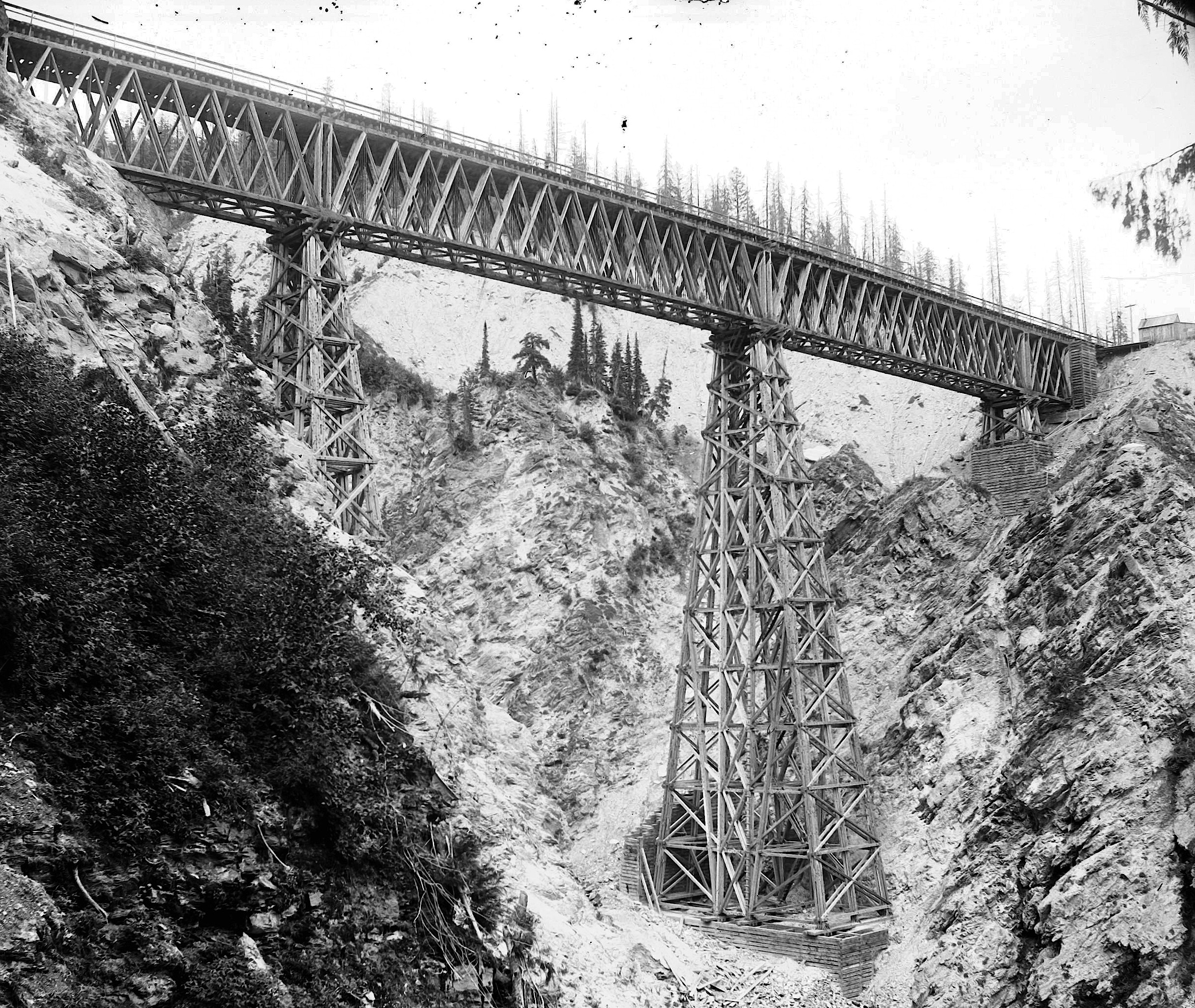
Die Stoney Creek Bridge aus Holz von 1885, Entwurf C. C. Schneider
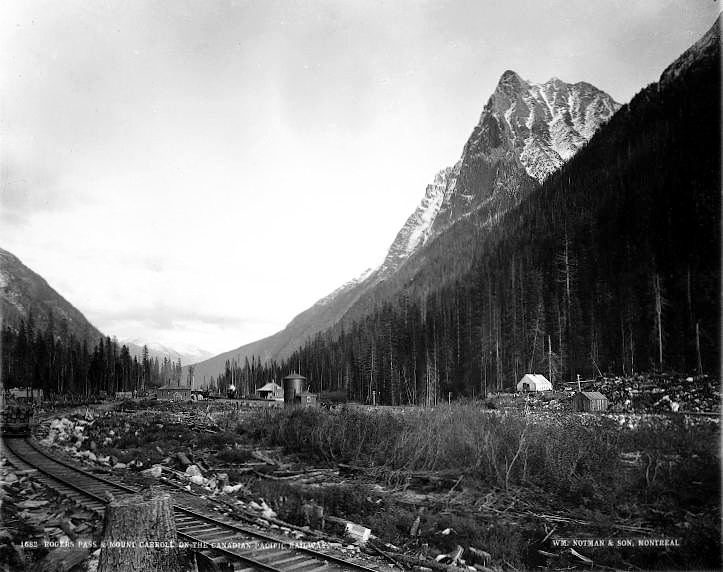
Der Rogers Pass 1887, der Mount Macdonald im Hintergrund (rechts)
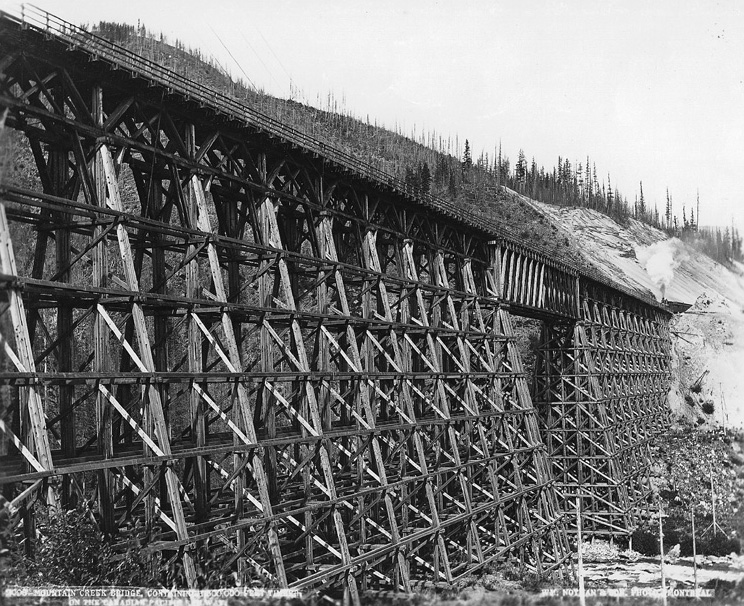
Die Mountain Creek Bridge westlich des Roger-Passes, eine hölzerne Trestle-Brücke

Für die höchste Brücke über den Stoney Creek engagierte die CPR den aus Deutschland emigrierten und in New York City ansässigen Brückenbau-Ingenieur Charles Conrad Schneider, der in Anlehnung an das von ihm 1883 in Montana für die Northern Pacific Railway errichtete Marent Gulch Trestle eine etwa 140 Meter lange Holzbrücke entwarf. Diese bestand aus vier zehn Meter hohen Howe-Fachwerkträgern, die auf drei bis zu 60 Meter hohen Holzpfeilern ruhten. Die Bauweise der Fachwerkträger ist benannt nach dessen Erfinder William Howe, der seit den 1840er Jahren für die auf Zug belasteten vertikalen Streben Eisenstangen verwendete. Mit einer Höhe von 84 Metern über dem Talgrund des Canyon war sie die höchste Holzbrücke der Welt und übertraf vergleichbare hölzerne Eisenbahnbrücken jener Zeit wie zum Beispiel das Portageville Viaduct (1852, 71 m), die Dale Creek Bridge (1868, 40 m), das Marent Gulch Trestle (1883, 69 m) oder die Mountain Creek Bridge auf der Gebirgsstrecke (1885, 50 m) deutlich.

### Stahl-Bogenbrücke 1893
Da die erreichbare Traglast mit Holzkonstruktionen eher gering und der Unterhalt sowie die Brandgefahr sehr hoch waren, wurden sie meist nach einigen Jahren durch Stein- oder Stahlkonstruktionen ersetzt. Für die Stoney Creek Bridge entwarf der CPR-Ingenieur H. E. Vautelet Anfang der 1890er Jahre eine Stahl-Bogenbrücke, die 1893 mit vorgefertigten Teilen aus England bei laufendem Betrieb von der Hamilton Bridge Company um die Holzbrücke herum errichtet wurde. Nach einem erfolgreichen Belastungstest der neuen Brücke am 20. November 1893 konnten die alte Holzbrücke und die umfangreichen Baugerüste bis zum Sommer des Folgejahres entfernt werden. Der als Fachwerk ausgeführte Bogen hatte eine Spannweite von 102 Metern und trug sieben parallelgurtige Fachwerkträger von insgesamt 148 Metern.
Neben dem nötigen Austausch der vielen hölzernen Trestle-Brücken sah sich die CPR im Winter auf der Strecke über den Rogers Pass mit extremen Schneehöhen und einer damit verbundenen hohen Lawinengefahr konfrontiert. Zwischen 1885 und 1911 kamen über 200 Menschen auf der Strecke durch Lawinen ums Leben, darunter 62 Arbeiter, die am 4. März 1910 gerade mit der Schneeräumung eines Lawinenabgangs vom Cheops  Mountain beschäftigt waren. Anfang des 20. Jahrhunderts plante die CPR daher einen acht Kilometer langen Tunnel durch den Mount Macdonald. Der Connaught-Tunnel konnte 1916 fertiggestellt werden. Die neue Streckenführung reduzierte die Steigungen auf der über 200 Kilometer langen Gebirgsstrecke sowie deren Länge um fast sieben Kilometer. Ab Mitte der 1950er Jahre entstand entlang der ehemaligen Strecke über den Rogers Pass der British Columbia Highway 1. Die 1962 fertigstellte Schnellstraße ist mit einer Vielzahl von Lawinenschutzgalerien und Erddämmen geschützt.

### Verstärkung der Brücke 1929

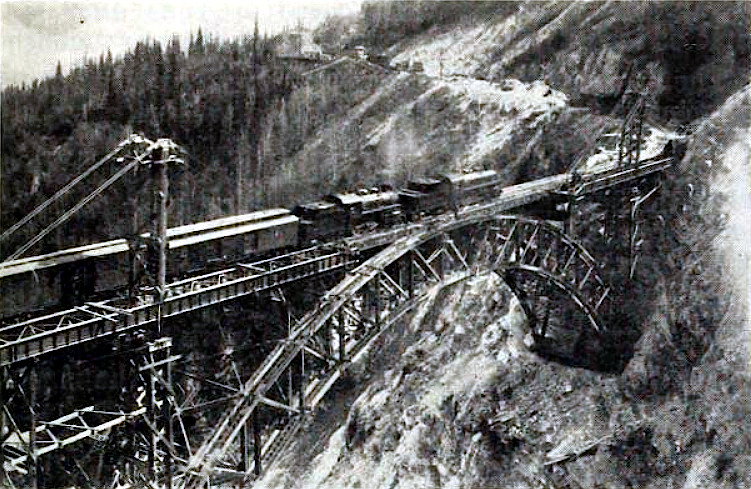
Errichtung der zusätzlichen Fachwerkbögen im Freivorbau bei laufendem Betrieb 1929: Ein Zug passiert die Brücke in Richtung Aufstieg zum Rogers Pass

Mit der stetigen Zunahme der Gewichte der immer leistungsstärkeren Dampflokomotiven und der transportierten Lasten kamen die Brücken auf der Strecke in den 1920er Jahren zunehmend an ihre Belastungsgrenzen. Die CPR beschloss 1928 zum Ausbau der Kapazität ein umfangreiches Modernisierungsprogramm. Um den Verkehr nicht zu beeinträchtigen, war als Ersatz für die Stoney Creek Bridge ursprünglich eine neue Auslegerbrücke vorgesehen, die etwa 12 Meter entfernt auf der Nordseite errichtet werden sollte. Aufgrund unzureichender Untergrundverhältnisse musste das Vorhaben allerdings verworfen werden und eine Verstärkung der vorhandenen Konstruktion bei laufendem Betrieb erfolgen. Beidseitig wurden dazu 1929 zusätzliche Fachwerkbögen an den Außenseiten montiert und der Überbau durch Vollwandträger ersetzt. Da der vorhandene Fachwerkbogen während das Aufbaus nicht mit dem Gewicht der neuen Bögen belastet werden konnte, nutzte man die neuen Träger des Überbaus zwischenzeitlich zum Bau horizontaler Ausleger für den Freivorbau. Dazu wurden diese über Holzmasten (Hilfspylone) an den Bogenenden abgespannt und mit Eisenbahnschienen an den Brückenenden beschwert. Nach der Fertigstellung des ersten Bogens wurde die Hilfskonstruktion auf die andere Seite verlegt und der zweite Bogen errichtet. Dadurch konnten der Verkehr – von täglich bis zu 15 Personenzügen während der Tagstunden – aufrechterhalten und die jeweiligen Bögen in zwei Wochen montiert werden. Das komplette Bauprojekt dauerte fünf Monate von April bis August. Der finale Belastungstest der verstärkten Brücke fand am 21. August 1929 mit vier Dampflokomotiven von insgesamt über 1.000 Tonnen statt, was etwa dem doppelten Gewicht des Tests von 1893 entsprach, bei dem sechs Dampflokomotiven verwendet wurden.
Die Brücke war durch die Verstärkung auch in der Lage, die in den 1970er Jahren aufkommenden schweren Blockzüge für den Kohletransport in Richtung Westen zu bewältigen und zeigte nur geringfügige Materialermüdungen. Um die Kapazität der Strecke weiter zu erhöhen, baute die CPR – die seit Ende 1978 ausschließlich Güterverkehr betreibt – bis 1988 eine zusätzliche, auf etwa 45 Kilometern parallel verlaufende Streckenführung durch den 15 Kilometer langen Mount-Macdonald-Tunnel, der etwa 90 Meter tiefer als der Connaught-Tunnel liegt und die Steigungen für Züge in Richtung Westen weiter reduzierte. Über die Mountain Subdivision zwischen Field und Revelstoke verkehren täglich etwa 25 Züge. Die Teilstrecke über die Stoney Creek Bridge und den Connaught-Tunnel wird hauptsächlich nur noch für leere Güterzüge in Richtung Osten verwendet.
Seit 1990 bietet die Eisenbahngesellschaft Rocky Mountaineer Bahnerlebnisreisen durch die kanadischen Rocky Mountains an, deren First Passage to the West genannte Strecke zwischen Vancouver und Banff auch über die Stoney Creek Bridge verläuft.

## Beschreibung
Die Stahlkonstruktion besteht aus einem Fachwerkbogen und dem Gleisträger aus Vollwandträgern sowie zwei äußeren Pfeilern am Hang des Canyon. Die Verbindung der Tragwerke wird durch auf den Bogen und Pfeilern aufgeständerte, rechtwinklig zum Gleisträger verlaufende Vollwandträger realisiert, wobei diese in der Mitte der Brücke direkt an den Ständern des Fachwerkbogens montiert sind. Der Gleisträger taucht dadurch in der Mitte in den Bogen ein und die Gleisebene verläuft am Bogenscheitel in Höhe der Obergurte des Fachwerkbogens. Die Gesamtlänge der Brücke beträgt zwischen den Widerlagern 148 m.

### Fachwerkbogen
Der Stahl-Fachwerkbogen besteht seit der 1929 durchgeführten Verstärkung der Brücke aus vier als Ständerfachwerke ausgeführten Bogenrippen, wobei an den Außenseiten jeweils zwei – von 1893 und 1929 – in einem Abstand von 1,5 m zu einem tragenden Dreigelenkbogen verbunden sind. Der Fachwerkbogen ist durch horizontale Stäbe und Abkreuzungen zwischen den inneren Bogenrippen ausgesteift. Der Abstand der Ober- und Untergurte der Bogenrippen beträgt am Bogenscheitel 6,1 m und vergrößert sich zu den Bogenenden auf 9,2 m. Die Spannweite beträgt 102 m und die Pfeilhöhe (Höhe zwischen Kämpferlinie und Bogenscheitel) 24 m. Der Fachwerkbogen hat eine Breite von 14,7 m an den Enden (Untergurte) und verjüngt sich auf 8,5 m am Bogenscheitel (Obergurte). Die Maße sind jeweils bezogen auf die Mittelachsen der Doppelrippen; die Außenmaße sind etwa zwei Meter größer.

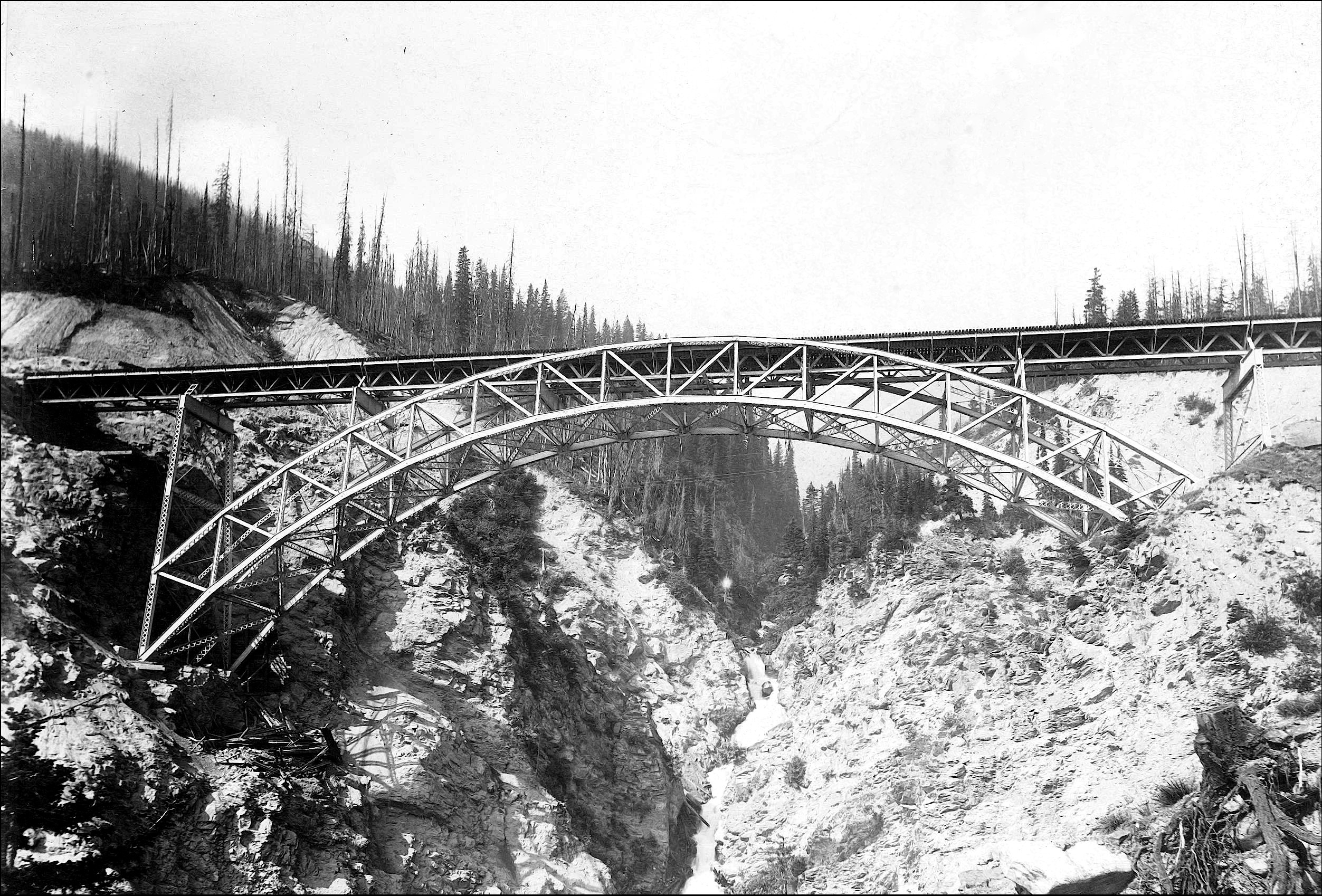
Stahlkonstruktion von 1893 mit parallelgurtigen Fachwerkträgern als Gleisträger
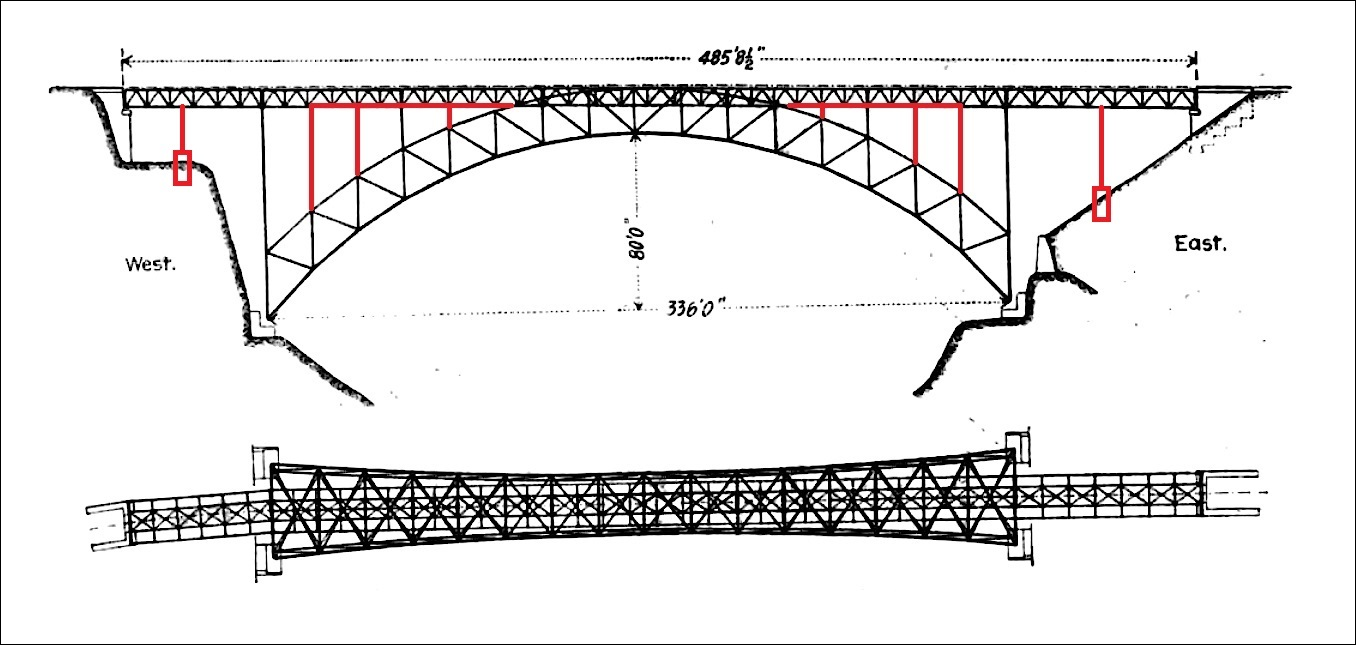
Schematische Zeichnung von 1894, in Rot  sind das 1929 angebrachte Ständerwerk sowie die zusätzlichen Pfeiler angedeutet; Angaben in Fuß (′) und Zoll (″)
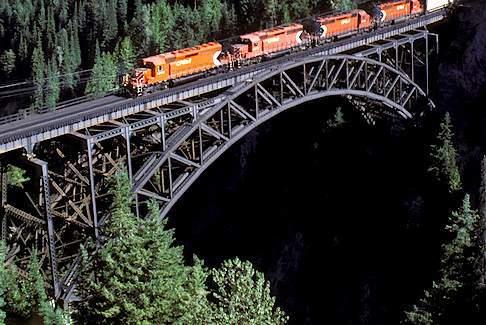
Die Stahlkonstruktion 1988 mit dem 1929 angebrachten Gleisträger aus Vollwandträgern
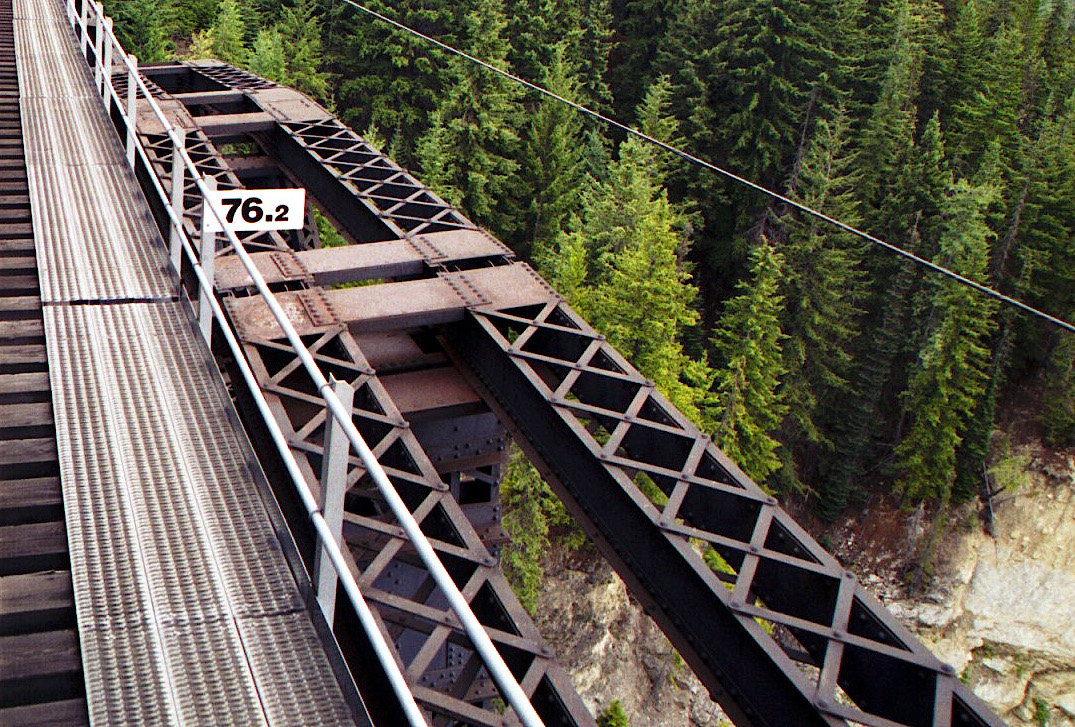
Die Obergurte der Doppelrippen am Bogenscheitel in Höhe der Gleisebene (links von 1893, rechts von 1929)

### Gleisträger
Der Gleisträger bestand ursprünglich aus sieben parallelgurtigen Fachwerkträgern von 19 m bis 26 m Länge, wurde aber 1929 durch 16 kürzere Balkenträger ersetzt. Diese haben oberhalb des Fachwerkbogens Längen von 4 × 6,4 m an den Bogenenden, wo sie von den aufgeständerten Vollwandträgern getragen werden, und 4 × 12,8 m im Zentrum des Bogens. Das Ständerwerk für die kürzeren Balkenträger setzt auf jedem Fachwerkknoten der Obergurte jeweils in der Mitte der Verbindungen der äußeren Bogenrippen auf; Ausnahmen bilden die Ständer am Bogenende, die noch von der originalen Stahlkonstruktion stammen und nur auf den inneren Bogenrippen aufsetzen. Im Gegensatz zur Konstruktion von 1893 mit sechs Auflagepunkten pro Bogenrippe liegt der neue Gleisträger an dreizehn Stellen auf den Doppelrippen auf. Zwischen den Widerlagern und den Bogenenden wurde 1929 jeweils ein zusätzlicher Stahlpfeiler errichtet und der Gleisträger hat hier Balkenträger von 7,9 m und 11,6 m Länge auf der Ostseite sowie von 12,8 m und 13,1 m auf der Westseite. Der Gleisträger hat eine Steigung von 20,4 ‰ in Richtung Westen zum Rogers Pass und beschreibt auf der Westseite einen Übergangsbogen in Form einer Klothoide zur folgenden Linkskurve. Die Gleisebene hat, wie bei der ersten Brücke von 1885, eine maximale Höhe von etwa 84 m über dem Talgrund des Canyon.